# Oman aux Jeux paralympiques
Oman a participé pour la première fois aux Jeux paralympiques aux Jeux paralympiques d'été de 1988 à Séoul et n'a remporté aucune médaille depuis son entrée en lice dans la compétition.   